# Lycaugesia pseudura
Lycaugesia pseudura är en fjärilsart som beskrevs av Dyar 1914. Lycaugesia pseudura ingår i släktet Lycaugesia och familjen nattflyn. Inga underarter finns listade i Catalogue of Life.